# Водопериця сибірська
Водопериця сибірська (Myriophyllum sibiricum) — вид трав'янистих рослин родини столисникові (Haloragaceae). Рослина є рідною для Північної Європи, Східної Азії та Північної Америки, де росте у водному середовищі, як-от озерах і річках.

## Опис
Багаторічна трав'яна однодомна водяна рослина заввишки 30–100 см. Кореневище повзуче з тонкими корінцями. Стебло білясте, розгалужене, пряме, підводне. Листки по 4 або 5 у кільцях, від яйцевидих до довгастих у загальних рисах; сегменти по 5–12 пар, ниткоподібні, 1–5 см. Нижні листки менші верхніх. Суцвіття — переривчасті колоски завдовжки 3–10 см, які підносяться над водою; і складаються з дрібних квітів, зібраних по 2–4 у кільцях. У чоловічих і жіночих квіток по п'ять пелюсток, у чоловічих вони швидко опадають. Чоловічі квіти: приквітки довгасто-лопатчаті або довгасто-яйцевиді, краї цільні; пелюстки рожеві; тичинок 8. Жіночі квітки: приквітки в основному зазубрені або дещо гребінчасто-зубчасті по краю; оцвітина відсутня або чашолистки рудиментарні. Плоди кулясті, бл. 2 мм, складаються із чотирьох довгастих, по спинці дуже горбкуватих кістянок. 

## Поширення
Європа (Фінляндія, Ісландія, Норвегія, Швеція); Азія (Китай,  Росія); східна Північна Америка (Гренландія, Канада, США). Населяє нерухомі або повільні від близьконейтральних до основних води озер і річок.

## Використання
Вид використовувався ірокезами, щоб лікувати поганий кровообіг у підлітків. Лікарська рослина. Трава містить сапоніни, дубильні речовини, пігмент міриофілин. Настій застосовують як жарознижувальний засіб, а зовнішньо – в разі опіків та заражених ран.

## Галерея

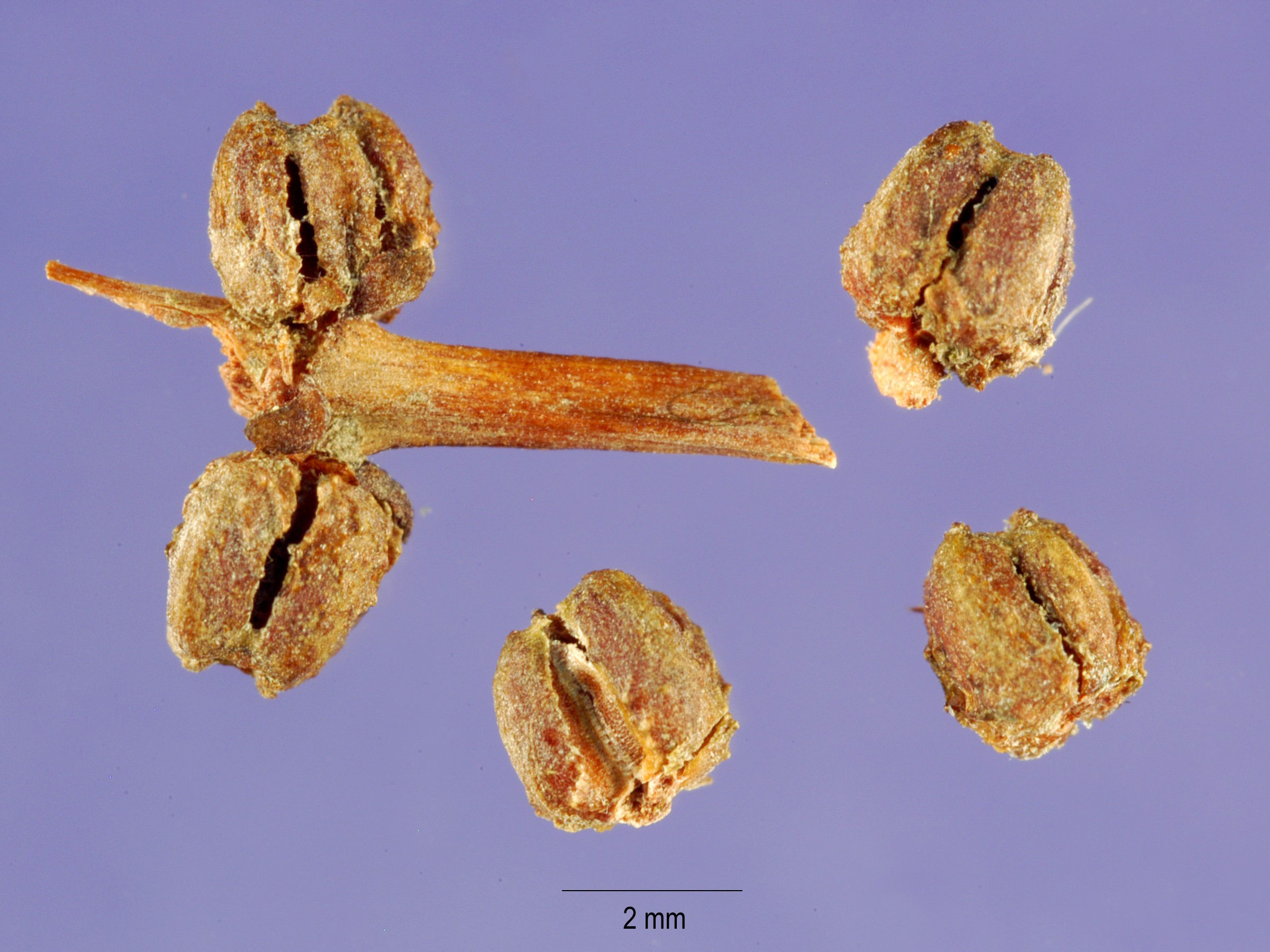